# لويس بيريز أورتيز
لويس بيريز أورتيز (بالإنجليزية: Luis Pérez Ortíz)‏ هو سياسي أمريكي، ولد في 5 سبتمبر 1955 في بايامون في الولايات المتحدة. حزبياً، نشط في الحزب التقدمي الجديد.